# Järvafältet, Sollentuna kommun
Järvafältet är den västligaste kommundelen i Sollentuna kommun. Den utgör Sollentunas del av det tidigare militära övningsområdet på Järvafältet. Det är kommunens enda icke tätbebyggda kommundel och har endast 37 invånare (2011). Järvafältet i Sollentuna gränsar till kommundelarna Rotebro, Viby och Häggvik samt till Upplands Väsby, Järfälla och Stockholms kommuner. I mitten av 1940-talet utgjorde området med Tegelhagsområdet ett alternativ till ny förläggningsplats till Stockholms luftvärnsregemente.
Kommundelen utgör Östra Järvafältets naturreservat, bildat år 1979. Här ligger bland annat Bögs gård, en gång planerad som slutstation på en av Blå linjens tunnelbanegrenar.